# Tiit Tammsaar
Tiit Tammsaar (* 7. November 1951 in  Rapla) ist ein ehemaliger estnischer Politiker.

## Leben und Politik
Tiit Tammsaar machte 1975 sein Ingenieur-Diplom an der Estnischen Agrarakademie (heute Estnische Universität der Umweltwissenschaften).
Mit Wiedererlangung der estnischen Unabhängigkeit engagierte er sich auch politisch. 1993 wurde er Vorsitzender des Gemeinderats von Kaiu im Kreis Rapla.
Tiit Tammsaar trat 1994 der ländlichen orientierten Estnischen Volksunion (Rahvaliit) bei. 1995 wurde er Abgeordneter im estnischen Parlament (Riigikogu).
Vom 10. April 2003 bis zum 2. April 2004 war Tiit Tammsaar Landwirtschaftsminister der Republik Estland in der Koalitionsregierung von Ministerpräsident Juhan Parts. Er übernahm die politische Verantwortung, als bekannt wurde, dass aus der strategischen Nahrungsmittelreserve Estlands in Rakvere13.000 Tonnen Getreide veruntreut worden waren, und trat von seinem Ministeramt zurück. Als Täter konnten die Leiter des Getreidespeichers ermittelt werden.
Anschließend gehörte er bis 2007 wieder dem Parlament als Abgeordneter an. 2010 trat er aus der in Auflösung befindlichen Estnischen Volksunion aus und schloss sich den estnischen Sozialdemokraten (Sotsiaaldemokraatlik Erakond) an. Von März bis Juni 2013 und dann erneut 2014/2015 gehörte er dem Parlament als nachgerückter Abgeordneter an.

## Privatleben
Tiit Tammsaar ist verheiratet und Vater zweier Kinder.